# Baldassarre Boncompagni

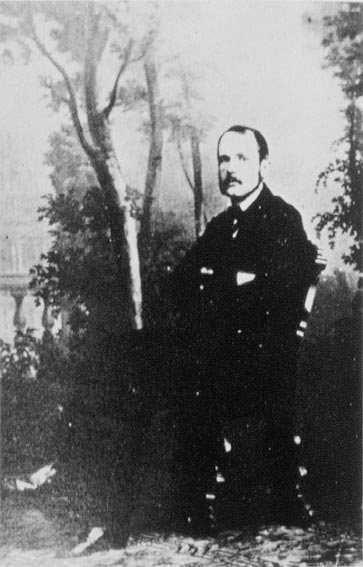
Baldassarre Boncompagni

Prințul Baldassarre Boncompagni-Ludovisi (n. 10 mai 1821 - d. 13 aprilie 1894) a fost un matematician italian, cu contribuții și în domeniul istoriei matematicii.
S-a născut la Roma.
A fost membru al Academiei Nuovi Licei.
S-a ocupat de studiul matematicii și fizicii.
Printre cele mai valoroase lucrări ale sale din istoria matematicii se situează biografiile dedicate lui: Guido Bonatti (1851), Gerardo din Cremona (1851) și Fibonacci (1854).
Și-a creat o bogată bibliotecă din domeniul matematicii și a înființat o tipografie proprie.
A redactat revista Bulletino delle scienze matematiche e fisiche (1868 - 1887).